# 6720 Gifu
6720 Gifu è un asteroide della fascia principale. Scoperto nel 1990, presenta un'orbita caratterizzata da un semiasse maggiore pari a 3,0932411 UA e da un'eccentricità di 0,1502378, inclinata di 14,86529° rispetto all'eclittica.